# Waverly Austin
Waverly Samuel Austin (Fredericksburg, 18 febbraio 1991) è un cestista statunitense naturalizzato tedesco.